# He Jianping
He Jianping (förenkald kinesiska: 何剑平; traditionell kinesiska: 何劍平; pinyin: Hé Jiànpíng), född den 5 maj 1963, är en kinesisk handbollsspelare.
Hon tog OS-brons i damernas turnering i samband med de olympiska handbollstävlingarna 1984 i Los Angeles.